# Chandrapur
Chandrapur è una città dell'India di 297.612 abitanti, capoluogo del distretto di Chandrapur, nello stato federato del Maharashtra. In base al numero di abitanti la città rientra nella classe I (da 100.000 persone in su).

## Geografia fisica
La città è situata a 19° 56' 60 N e 79° 17' 60 E e ha un'altitudine di 188 m s.l.m..

## Società

### Evoluzione demografica
Al censimento del 2001 la popolazione di Chandrapur assommava a 297.612 persone, delle quali 148.499 maschi e 149.113 femmine. I bambini di età inferiore o uguale ai sei anni assommavano a 35.548, dei quali 18.752 maschi e 16.796 femmine. Infine, coloro che erano in grado di saper almeno leggere e scrivere erano 216.797, dei quali 120.613 maschi e 96.184 femmine.